# 21 cm Mörser 18
21 cm Mörser 18 var en tysk belägringshaubits. Mellan 1939 och 1945 tillverkades 711 stycken. Pjäsen ingick inte i beväpningen av vanlig divisioner, utan användes enbart av självständiga artilleribataljoner som tilldelades armékårer och arméer efter behov. Följande artilleribataljoner använde pjäsen:Heeres-Artillerie-Abteilungen 604, 607, 615, 616, 635, 636, 637, 732, 777, 808, 809, 810, 816 och 817.

## Utveckling och konstruktion
Mörser 18 var avsedd att ersätta den föråldrade första världskrigs-pjäsen 21 cm Mörser 16. Medan konstruktionen av eldröret inte var nämnvärt nyskapande, så var rekylsystemet mer nyskapande. Den var bland de första artilleripjäserna som använde ett dubbelt rekylsystem. Eldröret rekylerade som normalt i sin vagga, men dessutom rekylerade överdelen av lavetten som höll eldröret och dess vagga över underdelen av lavetten. Detta system dämpade ut rekylkraften från den stora pjäsen och gjorde den till en väldigt träffsäker pjäs. Denna lavett användes också för 17 cm Kanone 18 i Mörserlafette. 
Mörser 18 var en tung pjäs som transporterades i två delar, något som var vanligt för så stora vapen. För transport så drogs eldröret över på en separat trailer. Pjäsen kunde dras som en enhet med hjälp av dragfordon som SdKfz 9. Lavetten hade en integrerad eldgivningsplattform som hela lavetten kunde höjas upp på vilken tillät att pjäsen kunde roteras 360°, jämfört med 16° sidriktning som var möjlig med hjulen i marken. 
Två typer av ammunition tillverkades för pjäsen. Förutom den vanliga spränggranaten schwere Granate 18 fanns det en speciell granattyp för att penetrera betong som användes mot befästningar. Denna första granaten av denna typ Röchling-Granate 42-Be vägde 193 kg, var 1438 mm lång och kunde tränga igenom 4 m betong, en senare modell var Röchling-Granate 44-Be som var 1350 mm lång, vägde 193 kg och slog igenom 2,2 m betong.

## Produktion
Mörser 18 började produceras i en låg takt strax innan kriget började. Vid krigsutbrottet fanns 27 pjäser i tjänst tillsammans med 8 300 granater. 1942 avslutades produktionen till förmån för 17 cm Kanone 18 i Mörserlafette, som hade nästan dubbel skottvidd, men under 1943 återupptogs produktionen.
| 1939 | 1940 | 1941 | 1942 | 1943 | 1944 | 1945 |
| ---- | ---- | ---- | ---- | ---- | ---- | ---- |
| 58   | 275  | 167  | 0    | 100  | 103  | 8    |

## Bevarade exemplar
- US Army Ordnance Museum, USA

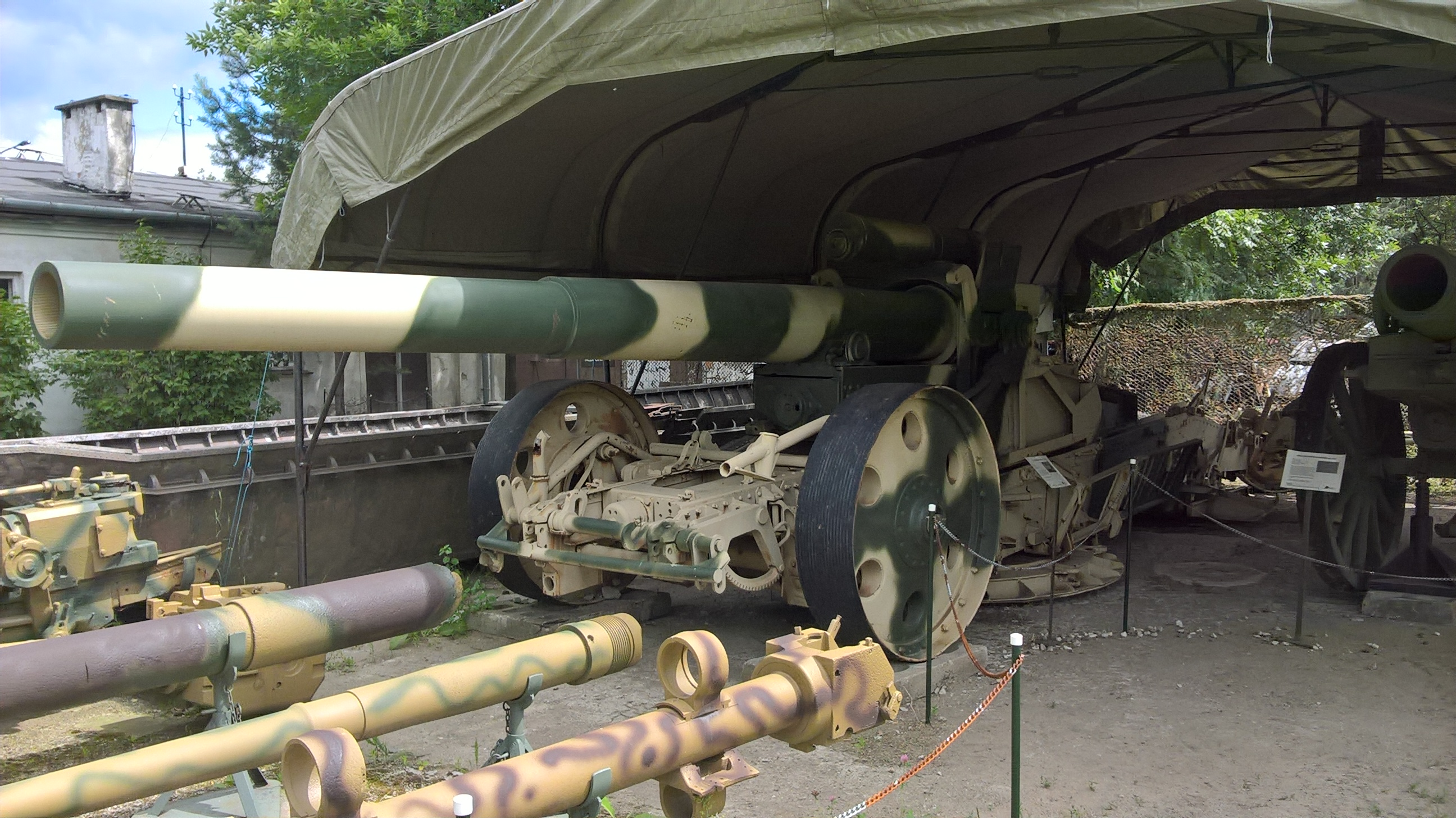
Polske tekniske museet.

- U.S. Army Field Artillery Museum, USA
- Polske armémuseet
- Polsk teknisk museum